# راب (شهر)
راب (به کرواتی: Rab (town)) شهری در ایالت پریمریه-گرسکی کتار کشور Croatia است که جمعیت آن در سال ۲۰۱۱ میلادی ۹٬۳۴۱ نفر بوده‌است.